# 103 a. C.
El año 103 a. C. fue un año del calendario romano prejuliano. En el Imperio romano, fue conocido como el año 651 Ab Urbe condita.

## Acontecimientos
- Cayo Mario y Lucio Aurelio Orestes, son nombrados cónsules de Roma
- Primer tribunado de L. Apuleyo Saturnino.

- Datos: Q44734